# 지중추부사
지중추부사는 조선의 정2품 관직이다. 주로 판서급 원로대신들이 그 자리에 임명되었다. 영중추부사나 판중추부사보다 낮은 자리이며, 동지중추부사, 첨지중추부사보다는 높다. 주로 육조판서, 대제학, 한성부판윤, 지의금부사, 도총관 등을 지낸 사람이 이 관직에 임명되었다.

## 같이 보기
- 영중추부사
- 판중추부사